# Побачимось у моєму 19-му житті
«Побачимось у моєму 19-му житті» (кор. 이번 생도 잘 부탁해, ханча: 이번 生徒 잘 付託해, дослівно: «Будь ласка, попіклуйся про мене також і в цьому житті», англ. See You in My 19th Life) — південнокорейський серіал, знятий по мотивам однойменного твору письменниці Лі Хє. Прем'єра відбулася 17 червня 2023 року на каналі tvN, серії виходять кожну суботу та неділю о 21:20 за корейським стандартним часом. У вибраних регіонах доступно на стрімінгових-платформах TVING та Нетфлікс. У головних ролях Сін Хє Сон, Ан Бо Хьон, Ха Юн Ґьон та Ан Тон Ґу.

## Сюжет
Пан Джі Им пам'ятає всі минулі свої житті, крім свого першого життя. У своєму 18-му житті вона була Чу Вон у підлітковому віці. Тоді вона подружилася з Со Ха та закохалася в нього, а він у неї. Пізніше мати Со Ха помирає від хвороби і його єдиною близькою людиною стає Чу Вон. Однак внаслідок ДТП, вона помирає і Со Ха залишається сам зі своїми батьком. Чу Вон перероджується як Джі Им, але потрапляє до сім'ї в якій батьком постійно пиячив і використовував її таланти для заробітку коштів на свою випивку і свої борги. Через бажання зустрітися знову із Со Ха і відмежуватися від таких токсичних сімейних відносин, вона наважується на втечу і зустрічається зі своєю знайомою із 17-ого життя, Е Кьон. Джі Им розповідає, що вона колись була дядьком Е Кьон, який вже давно помер, і надає докази цьому, після чого вона її приймає. З того часу пройшло кілька років, і Джі Им займається випробування автомобілів в MI Group, в яка належить родині Со Ха. У той час, Со Ха повертається з Німеччини і очолює команду зі стратегічного планування MI Hotel з метою відновити колишню славу готелю. Джі Им, дізнавшись про це, вирішує податися на посаду в команді зі стратегічного планування MI Hotel, щоб зблизитися із Со Ха, коханням з минулого життя.

## Акторський склад

### Головні ролі
- Сін Хє Сон як Пан Джі Им[9][10]
  - Пак Со І як Пан Джі Им у дитинстві[11]

Вона пам'ятає свої минулі життя, крім самого найпершого, яке пам'ятає лише уривками. Протягом своїх минулих життів, вона ніколи не відчувала бажання повернутися до близьких людей зі своїх минулих життів. Однак, у своєму 18-му житті вона пізнала по ново життя і прагнула лишитися назавжди із Со Ха, однак ДТП обірвало ці плани. Вона померла і полишила Со Ха самого із батьком. Після переродження вона народилася як Пан Джі Им у токсичній сім'я, де батько Пан Хак Су постійно пиячив, постійно влаштовував бійки вдома і використовував її для заробітку грошей для себе. Тому Джі Им втекла з дому до своєї племінниці із 17-го життя. Досягнувши зрілого віку, вона почала працювати в MI Mobity, де була інженеркою з тестування машин, а потім перевелася у команду зі стратегічного планування MI Hotel, щоб досягти своєї мрії возз'єднатися із Со Ха. Джі Им також має брата Тон У, що постійно просить в неї гроші.
- Ан Бо Хьон як Мун Со Ха[9][10]
  - Чон Хьон Джун як Со Ха у дитинстві[11]

Він є сином власника конгломерату MI Group. У дитинстві він закохався у Чу Вон, яка після смерті його матері стала найріднішою особою в їхньому розкішному будинку. Однак, трапилася ДТП і вона загинула, а він вижив, лишився без рідних йому людей. Під час похорону Чу Вон, Со Ха зустрічає ще одного хлопця у смуті, То Юна, що втратив батька у тій аварії. Вони зближаються і Со Ха із То Юном стають найближчими друзями. Проходить кілька років і Со Ха повертається з Німеччини до Південної Кореї, щоб очолити команду зі стратегічного планування MI Hotel і відновити колишню славу готелю, яка була ще тоді, коли живою була його мати.
- Ха Юн Ґьон як Юн Чхо Вон[9][10]
  - Кі Со Ю як Чхо Вон[11]

Вона є молодшою сестрою Чу Вон. Після втрати сестри Чу Вон стала близькою подругою Со Ха, тоді вона запримітила То Юна. Вона працює садівницею, що вирощує квіти у своїй теплиці. Після того, як почула, що Со Ха займається відновлення готелю, то вона за допомогою Джі Им стала постачальником квітів для готелю. Вона закохана в То Юна.
- Ан Тон Ґу як Ха То Юн[9][10]

Він є секретарем і найближчим другом Со Ха. У дитинстві втратив батька у ДТП, який працював водієм у сім'ї Мун. На похоронах свого батька він познайомився із Со Ха, після чого стали друзями, а у школі він познайомився із Чхо Вон. Крім того, після смерті батька він став опікуватися свої молодшим братом, То Джін. Після того, як Чхо Вон почала працювати у MI Hotel, як садівник і постачальник квітів, то в нього поступово виникають до неї почуття.

### Другорядні ролі

#### Люди навколо Джі Им
- Чха Чхон Хва як Кім Є Кьон[12]
  - Ко То Йон як Є Кьон у дитинстві

Вона є племінницею Кім Чун Хо, 17-го життя Джі Им. Вона жила разом із дядьком у цирку, але після його смерті залишилася сама. Відтоді пройшло багато років і на початку 2000-их вона прийняла до себе Джі Им під опіку, яка довела, щоб була в минулому житті її дядьком, Чун Хо. Вона тримає ресторан «Кімчхі-ччім Є Кьон».
- Кан Мьон Джу як Чо Ю Сон[13]
  - Кім Ю Мі як Чо Ю Сон у молодості[14]

Вона є мати Чу Йон і Чхо Вон.
- Пек Син Чхоль як Пан Хак Су[15]

Батько Джі Им, що постійно пиячить, має багато боргів і використовував у дитинстві Джі Им, щоб заробляти гроші.
- Мун Тон Хьок як Пан Тон У[16]

Брат Джі Им, що лишився жити з батьком. Він час від часу просить у сестри гроші, щоб гасати борги своєї сім'ї.

#### Колишні життя Джі Им
- Кім Сі А як Юн Чу Вон[11]

Вона є 18-им життям Джі Им і народилася у 1986 році. Вона була репетитором для Со Ха та із часом вони зблизитися і в них з'явилися почуття один до одного. Вона також замінила йому мати після її смерті. Однак у 12 років вона загинула в ДТП. Вона мала молодшу сестру Чхо Вон.
- Лі Че Ґюн як Кім Чун Хо[17]

Він є 17-им життям Джі Им і народився у 1956 році. Він був дядьком Є Кьон і виступив разом із нею у цирку. Він помер від хвороби.
- Чхе Чон Хьоп як Пок Тон І[18]

Він був 16-им життям Джі Им. Він був рикшою під час японського колоніального періоду Кореї.

#### Люди навколо Со Ха
- Лі Бо Йон як Лі Сан А[14]

Вона була мати Со Ха, що керувала MI Hotel як генеральний директор. Однак, вона захворіла на хворобу і потім невдовзі померла.
- Чхве Чін Хо як Мун Чон Хун[19]

Він є батьком Со Ха та очолює MI Group.
- Лі Хе Йон як Лі Сан Хьок[20]

Він є дядьком по материнській лінії, що є директором MI Group. Після ДТП він став опікуватися Со Ха, коли той втратив близьку людину.

#### MI Group
- Пе Хе Сон як Чан Йон Ок[21]

Вона є генеральним директор MI Hotel. Це місце вона зайняла після смерті матері Со Ха. Вона має сина Чхан Хьок
- Пін Чхан Ук як Чхан Хьок

Він є сином Йон Ок, що сподівається отримати MI Hotel у спадок.

#### Інші
- Рю Хе Джун як Лі Чі Сок[22]

Він є найстаршими сином Daehwan Group. Крім того, він постійно зверхньо ставиться до То Юна і постійного намагається його образити.
- Лі Чхе Мін як Кан Мін Ґі[23]

Він є таємничою особою, що тимчасово переїжджає жити до «Кімчхі-ччім Є Кьон», де працює працівником неповного робочого дня. Пізніше стає відомо, що він також пам'ятає минулі життя.
- Лі Хан На як Хан На[24]

Вона є знайомою Мін Ґі, що працює танцівницею. Пізніше стає відомо, що вона є переродженням Лі Сан А, мати Со Ха, що планує помститися своїми кривдникам.
- Лі Сі У як Ха То Джін[25]

Він є молодшими братом То Юн.
- Нам Чін Бок як генеральний директор Пан[15]

### Допоміжні ролі
- Ко Ха як Ко Су Джін

Він є членом команди зі стратегічного планування MI Hotel.
- Кан Хьон О як Ян Сік
- Пак Чон Он як власник кав'ярні з рослинами

### Особлива поява
- Ю Мін Сан як ведучий програми «Зіркова королева»

## Оригінальні звукові доріжки

### Повний альбом
| See You in My 19th Life (Original Television Soundtrack) | See You in My 19th Life (Original Television Soundtrack) | See You in My 19th Life (Original Television Soundtrack) | See You in My 19th Life (Original Television Soundtrack) | See You in My 19th Life (Original Television Soundtrack) | See You in My 19th Life (Original Television Soundtrack) |
| #                                                        | Назва                                                    | Автор слів                                               | Автор музики                                             | Виконавець                                               | Тривалість                                               |
| -------------------------------------------------------- | -------------------------------------------------------- | -------------------------------------------------------- | -------------------------------------------------------- | -------------------------------------------------------- | -------------------------------------------------------- |
| 1.                                                       | «Silence» (무음)                                         | Хен, Маим                                                | Хен                                                      | Сону Чон А                                               | 3:28                                                     |
| 2.                                                       | «Star»                                                   | AllThou, FLORA                                           | AllThou, FLORA, Кан Кон Ху, Кім Су Хьон, 153/Joombas     | Colde                                                    | 3:41                                                     |
| 3.                                                       | «Star (Organic Ver.)»                                    | AllThou, FLORA                                           | AllThou, FLORA, Кан Кон Ху, Кім Су Хьон, 153/Joombas     | Colde                                                    | 3:38                                                     |
| 4.                                                       | «DOWN (Juicy Juicy)»                                     | Oneway, AllThou, FLORA, RV                               | Oneway, AllThou, FLORA, RV, 153/Joombas                  | Чо Ю Рі                                                  | 3:26                                                     |
| 5.                                                       | «I'll Embrace Your Past» (너의 지난날을 내가 안아줄게)   | Dinner Coat                                              | Dinner Coat, Ю Чон Хьон                                  | Ан Бо Хьон                                               | 3:25                                                     |
| 6.                                                       | «Secret»                                                 | Sean Kimm, EVEN                                          | EVEN, Кхапху, Sean Kimm                                  | YELO                                                     | 3:07                                                     |
| 7.                                                       | «Here with me»                                           | Асиль                                                    | Чон Ку Хьон                                              | Дойон                                                    | 3:14                                                     |
| 8.                                                       | «Remember»                                               |                                                          | Кім Чін А                                                | Кім Чін А                                                | 1:10                                                     |
| 9.                                                       | «Pure Love»                                              |                                                          | Сон Хі Нам                                               | Сон Хі Нам                                               | 3:50                                                     |
| 10.                                                      | «Starlight»                                              |                                                          | Max Shin                                                 | Max Shin                                                 | 2:34                                                     |
| 11.                                                      | «Coldness»                                               |                                                          | Хео                                                      | Хео                                                      | 3:22                                                     |
| 12.                                                      | «Blue»                                                   |                                                          | Пан Кьон Хо                                              | Пан Кьон Хо                                              | 2:38                                                     |
| 13.                                                      | «Europe»                                                 |                                                          | Кім Чін А                                                | Кім Чін А                                                | 2:07                                                     |
| 14.                                                      | «Romantic»                                               |                                                          | Кім Сон Джун                                             | Кім Сон Джун                                             | 2:46                                                     |
| 15.                                                      | «what!!»                                                 |                                                          | Хан Соль                                                 | Хан Соль                                                 | 1:01                                                     |
| 16.                                                      | «Itchy»                                                  |                                                          | Max Shin                                                 | Max Shin                                                 | 2:06                                                     |
| 17.                                                      | «Sad Memory»                                             |                                                          | Fallin' Dild                                             | Fallin' Dild                                             | 2:36                                                     |
| 18.                                                      | «Triangle»                                               |                                                          | Пан Кьон Хо                                              | Пан Кьон Хо                                              | 1:23                                                     |
| 19.                                                      | «horo»                                                   |                                                          | Go Go King                                               | Go Go King                                               | 2:07                                                     |
| 20.                                                      | «Piriri»                                                 |                                                          | Go Go King                                               | Go Go King                                               | 2:01                                                     |
| 21.                                                      | «Childhood»                                              |                                                          | Кім Чін А                                                | Кім Чін А                                                | 2:15                                                     |
| 22.                                                      | «breeze»                                                 |                                                          | Сон Хі Нам                                               | Сон Хі Нам                                               | 2:05                                                     |
| 23.                                                      | «Vice Versa»                                             |                                                          | Пан Кьон Хо                                              | Пан Кьон Хо                                              | 4:09                                                     |
| 24.                                                      | «Forgotten»                                              |                                                          | Хео                                                      | Хео                                                      | 2:09                                                     |
| 25.                                                      | «Possessed»                                              |                                                          | Чон На Хьон                                              | Чон На Хьон                                              | 3:06                                                     |
| 26.                                                      | «Shaman»                                                 |                                                          | Хео                                                      | Хео                                                      | 2:12                                                     |

### Альбом частинами
| See You in My 19th Life (Original Television Soundtrack), Part 1 | See You in My 19th Life (Original Television Soundtrack), Part 1 | See You in My 19th Life (Original Television Soundtrack), Part 1 | See You in My 19th Life (Original Television Soundtrack), Part 1 | See You in My 19th Life (Original Television Soundtrack), Part 1 | See You in My 19th Life (Original Television Soundtrack), Part 1 |
| #                                                                | Назва                                                            | Автор слів                                                       | Автор музики                                                     | Виконавець                                                       | Тривалість                                                       |
| ---------------------------------------------------------------- | ---------------------------------------------------------------- | ---------------------------------------------------------------- | ---------------------------------------------------------------- | ---------------------------------------------------------------- | ---------------------------------------------------------------- |
| 1.                                                               | «Silence» (무음)                                                 | Хен, Маим                                                        | Хен                                                              | Сону Чон А                                                       | 3:28                                                             |
| 2.                                                               | «Silence (Inst.)» (무음 (Inst.))                                 |                                                                  | Хен                                                              | Сону Чон А                                                       | 3:28                                                             |

| See You in My 19th Life (Original Television Soundtrack), Part 2 | See You in My 19th Life (Original Television Soundtrack), Part 2 | See You in My 19th Life (Original Television Soundtrack), Part 2 | See You in My 19th Life (Original Television Soundtrack), Part 2 | See You in My 19th Life (Original Television Soundtrack), Part 2 | See You in My 19th Life (Original Television Soundtrack), Part 2 |
| #                                                                | Назва                                                            | Автор слів                                                       | Автор музики                                                     | Виконавець                                                       | Тривалість                                                       |
| ---------------------------------------------------------------- | ---------------------------------------------------------------- | ---------------------------------------------------------------- | ---------------------------------------------------------------- | ---------------------------------------------------------------- | ---------------------------------------------------------------- |
| 1.                                                               | «Star»                                                           | AllThou, FLORA                                                   | AllThou, FLORA, Кан Кон Ху, Кім Су Хьон, 153/Joombas             | Colde                                                            | 3:41                                                             |
| 2.                                                               | «Star (Inst.)»                                                   |                                                                  | AllThou, FLORA, Кан Кон Ху, Кім Су Хьон, 153/Joombas             | Colde                                                            | 3:41                                                             |

| See You in My 19th Life (Original Television Soundtrack), Part 3 | See You in My 19th Life (Original Television Soundtrack), Part 3 | See You in My 19th Life (Original Television Soundtrack), Part 3 | See You in My 19th Life (Original Television Soundtrack), Part 3 | See You in My 19th Life (Original Television Soundtrack), Part 3 | See You in My 19th Life (Original Television Soundtrack), Part 3 |
| #                                                                | Назва                                                            | Автор слів                                                       | Автор музики                                                     | Виконавець                                                       | Тривалість                                                       |
| ---------------------------------------------------------------- | ---------------------------------------------------------------- | ---------------------------------------------------------------- | ---------------------------------------------------------------- | ---------------------------------------------------------------- | ---------------------------------------------------------------- |
| 1.                                                               | «DOWN (Juicy Juicy)»                                             | Oneway, AllThou, FLORA, RV                                       | Oneway, AllThou, FLORA, RV, 153/Joombas                          | Чо Ю Рі                                                          | 3:26                                                             |
| 2.                                                               | «DOWN (Juicy Juicy) (Inst.)»                                     |                                                                  | Oneway, AllThou, FLORA, RV, 153/Joombas                          | Чо Ю Рі                                                          | 3:26                                                             |

| See You in My 19th Life (Original Television Soundtrack), Part 4 | See You in My 19th Life (Original Television Soundtrack), Part 4       | See You in My 19th Life (Original Television Soundtrack), Part 4 | See You in My 19th Life (Original Television Soundtrack), Part 4 | See You in My 19th Life (Original Television Soundtrack), Part 4 | See You in My 19th Life (Original Television Soundtrack), Part 4 |
| #                                                                | Назва                                                                  | Автор слів                                                       | Автор музики                                                     | Виконавець                                                       | Тривалість                                                       |
| ---------------------------------------------------------------- | ---------------------------------------------------------------------- | ---------------------------------------------------------------- | ---------------------------------------------------------------- | ---------------------------------------------------------------- | ---------------------------------------------------------------- |
| 1.                                                               | «I'll Embrace Your Past» (너의 지난날을 내가 안아줄게)                 | Dinner Coat                                                      | Dinner Coat, Ю Чон Хьон                                          | Ан Бо Хьон                                                       | 3:25                                                             |
| 2.                                                               | «I'll Embrace Your Past (Inst.)» (너의 지난날을 내가 안아줄게 (Inst.)) |                                                                  | Dinner Coat, Ю Чон Хьон                                          | Ан Бо Хьон                                                       | 3:25                                                             |

| See You in My 19th Life (Original Television Soundtrack), Part 5 | See You in My 19th Life (Original Television Soundtrack), Part 5 | See You in My 19th Life (Original Television Soundtrack), Part 5 | See You in My 19th Life (Original Television Soundtrack), Part 5 | See You in My 19th Life (Original Television Soundtrack), Part 5 | See You in My 19th Life (Original Television Soundtrack), Part 5 |
| #                                                                | Назва                                                            | Автор слів                                                       | Автор музики                                                     | Виконавець                                                       | Тривалість                                                       |
| ---------------------------------------------------------------- | ---------------------------------------------------------------- | ---------------------------------------------------------------- | ---------------------------------------------------------------- | ---------------------------------------------------------------- | ---------------------------------------------------------------- |
| 1.                                                               | «Secret»                                                         | Sean Kimm, EVEN                                                  | EVEN, Кхапху, Sean Kimm                                          | YELO                                                             | 3:07                                                             |
| 2.                                                               | «Secret (Inst.)»                                                 |                                                                  | EVEN, Кхапху, Sean Kimm                                          | YELO                                                             | 3:07                                                             |

| See You in My 19th Life (Original Television Soundtrack), Part 6 | See You in My 19th Life (Original Television Soundtrack), Part 6 | See You in My 19th Life (Original Television Soundtrack), Part 6 | See You in My 19th Life (Original Television Soundtrack), Part 6 | See You in My 19th Life (Original Television Soundtrack), Part 6 | See You in My 19th Life (Original Television Soundtrack), Part 6 |
| #                                                                | Назва                                                            | Автор слів                                                       | Автор музики                                                     | Виконавець                                                       | Тривалість                                                       |
| ---------------------------------------------------------------- | ---------------------------------------------------------------- | ---------------------------------------------------------------- | ---------------------------------------------------------------- | ---------------------------------------------------------------- | ---------------------------------------------------------------- |
| 1.                                                               | «Here with me»                                                   | Асиль                                                            | Чон Ку Хьон                                                      | Дойон                                                            | 3:14                                                             |
| 2.                                                               | «Here with me (Inst.)»                                           |                                                                  | Чон Ку Хьон                                                      | Дойон                                                            | 3:14                                                             |

## Рейтинги
Найнижчі рейтинги позначені синім кольором, а найвищі — червоним кольором.
| Серія            | Дата показу      | Назва серії                                        | Середнє значення кількості переглядів | Середнє значення кількості переглядів |
| Серія            | Дата показу      | Назва серії                                        | AGB Nielsen                           | AGB Nielsen                           |
| Серія            | Дата показу      | Назва серії                                        | Загальнонаціональні                   | Сеул                                  |
| ---------------- | ---------------- | -------------------------------------------------- | ------------------------------------- | ------------------------------------- |
| 1                | 17 червня 2023   | Щастя, сум, жаль і радість                         | 4,272 % (1-ше)                        | 4,932 % (1-ше)                        |
| 2                | 18 червня 2023   | Воля завершити почате                              | 5,488 % (1-ше)                        | 6,078 % (1-ше)                        |
| 3                | 24 червня 2023   | Нестерпний біль розлуки з коханою людиною          | 4,947 % (1-ше)                        | 5,392 % (1-ше)                        |
| 4                | 25 червня 2023   | Неспроможність забути того, за ким тужиш           | 5,733 % (1-ше)                        | 6,283 % (1-ше)                        |
| 5                | 1 липня 2023     | Я метелик, чи метелик — це я?                      | 4,454 % (1-ше)                        | 4,701 % (1-ше)                        |
| 6                | 2 липня 2023     | Туга на серці                                      | 5,590 % (1-ше)                        | 5,988 % (1-ше)                        |
| 7                | 8 липня 2023     | Ті, хто діляться радістю та скорботою              | 4,125 % (1-ше)                        | 5,027 % (1-ше)                        |
| 8                | 9 липня 2023     | Гра в кості з долею                                | 4,481 % (1-ше)                        | 4,789 % (1-ше)                        |
| 9                | 15 липня 2023    | Судилося зустрітися з людиною, з якою була розлука | 4,504 % (1-ше)                        | 4,790 % (1-ше)                        |
| 10               | 16 липня 2023    | Усе має початок і кінець                           | 4,367 % (1-ше)                        | 4,481 % (1-ше)                        |
| 11               | 22 липня 2023    | Відступу не існує                                  | 3,501 % (1-ше)                        | 4,199 % (1-ше)                        |
| 12               | 23 липня 2023    | Вузол має розв'язати та людина, яка його зав'язала | 4,502 % (1-ше)                        | 4,973 % (1-ше)                        |
| Середнє значення | Середнє значення | Середнє значення                                   | 4,664 %                               | 4,786 %                               |

## Виноски
1. ↑  Назви серій взято з офіційного перекладу від Netflix[40].